# Bannay (Moselle)
Bannay település Franciaországban, Moselle megyében. Lakosainak száma 75 fő (2022. január 1.). Bannay Bionville-sur-Nied, Brouck és Varize községekkel határos.

## Népesség
A település népességének változása:
| Lakosok száma | 69   | 72   | 78   | 77   | 74   | 71   | 73   | 73   | 72   | 75   |
|               | 1968 | 1982 | 1990 | 2006 | 2013 | 2015 | 2017 | 2019 | 2020 | 2022 |